# Bovalhütte
Chata Boval (německy Bovalhütte, rétorománsky Chamanna da Boval) je horská chata a útočiště Berninské sekce Švýcarského alpského klubu nalézající se v Berninských Alpách v nadmořské výšce 2494 m na území obce Pontresina ve švýcarském kantonu Graubünden. Chata stojí západně od jazyka ledovce Morteratsch. Nad ním se na západě zvedají horské štíty Piz Boval a Piz Morteratsch.

## Historie
V roce 1876 postavil spolek horských vůdců nedaleko levé boční morény ledovce Morteratsch první jednoduchou boudu. V roce 1906 je postavena nová Bovalhütte kousek nad prvním přístřeškem. Ten byl zničen lavinou v dubnu 1913. Nová budova na současném místě byla otevřena již na podzim roku 1913. Přístavba byla postavena v letech 1977 a 1978.

## Přístup
- Od stanice lanovky Bernina Morteratsch po levé boční moréně ledovce Morteratsch, doba trvání: alespoň 2 hodiny.
- Od horní stanice lanovky Diavolezza v zimě jako lyžařská túra přes ledovce Pers a Morteratsch, doba trvání: 2 hodiny (v létě je tato trasa kvůli tání ledovců poměrně obtížná a časově náročnější).

## Dostupné vrcholy
- Piz Boval (3353 m)
- Piz Morteratsch (3751 m)
- Piz Argient (3945 m)
- Piz Bernina (4049 m)

Z chaty Boval je výhled na okolní vysokohorskou krajinu. Jsou odtud vidět nejen ledovce Pers a Morteratsch, které se "oddělily" v roce 2015, ale také hlavní hřeben skupiny Bernina, včetně nejvyšší hory Východních Alp se slavným hřebenem Biancograt. 

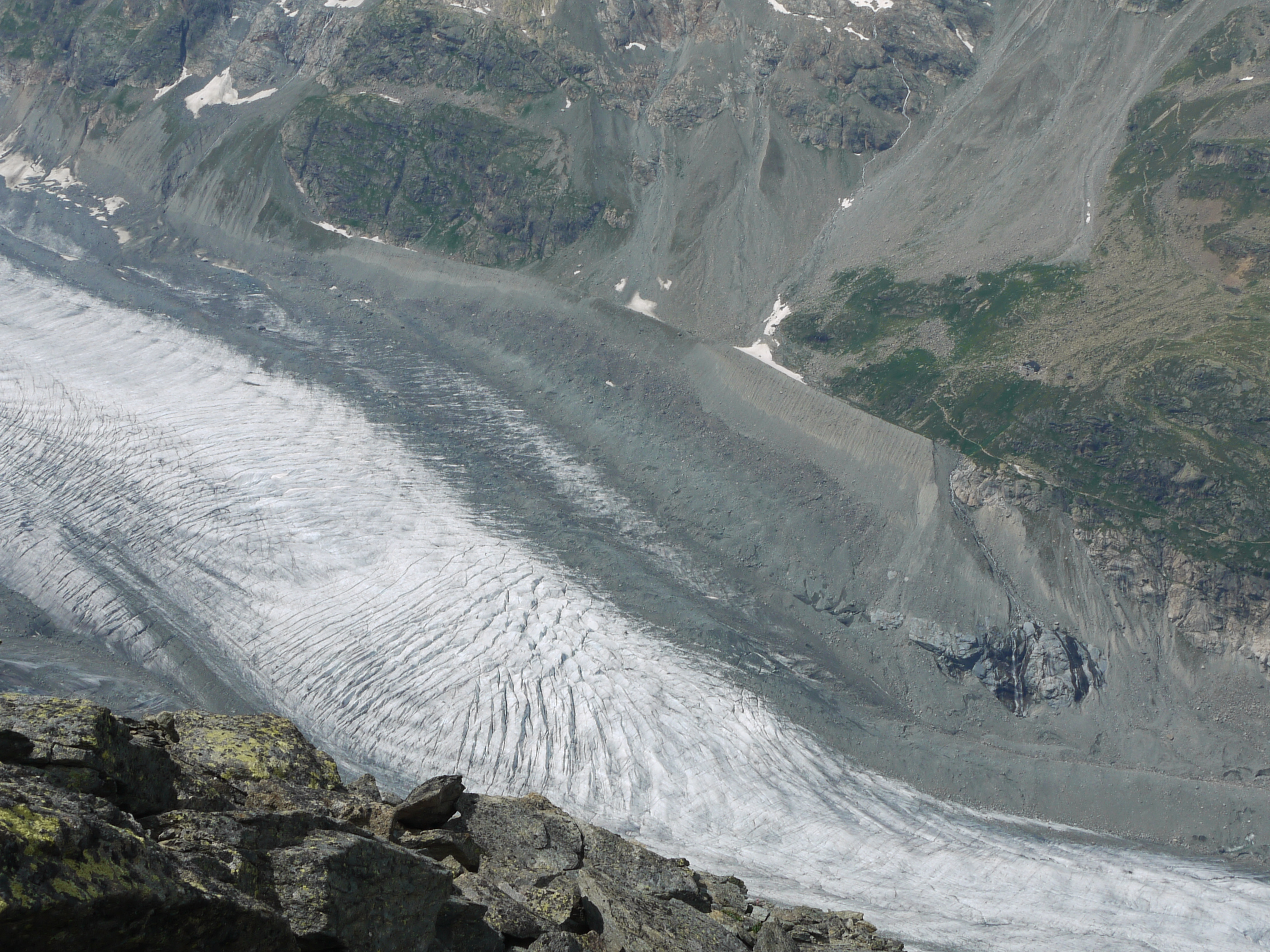
Ledovec Morteratsch s chatou (uprostřed vpravo)